# کارل دویسبرگ
کارل دویسبرگ (آلمانی: Carl Duisberg؛ زاده ۲۹ سپتامبر ۱۸۶۱ درگذشته ۱۹ مارس ۱۹۳۵) یک شیمی‌دان اهل آلمان بود.